# Pielești (okręg Dolj)
Pielești – wieś w Rumunii, w okręgu Dolj, w gminie Pielești. W 2011 roku liczyła 3980 mieszkańców.